# Albert Huyot
Pour les articles homonymes, voir Huyot.
Albert Huyot, né Étienne Marcel Albert Huyot le 8 juin 1872 dans le sixième arrondissement de Paris, et mort le 29 novembre 1968 à Limeil-Brévannes, est un peintre et dessinateur français.

## Biographie

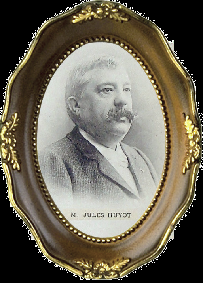
Jules Huyot.

Albert Huyot descend de maîtres-graveurs : son grand-père, Étienne dit Frédéric Huyot (1808-1885), est graveur attitré de la Banque de France, tandis que son père, Jules Huyot (1841-1921), après avoir travaillé à la revue L'Illustration, enrichit par la gravure sur bois des éditions bibliophiliques d'œuvres de Walter Scott, l'Abbé Prévost, Voltaire ou Pierre Loti.
Albert Huyot est l'aîné des deux enfants qui naissent du mariage de Jules Huyot avec Marie Louise Labolle (1849-1892), le 26 septembre 1868 à Eaubonne (ville dont Jules Huyot sera plus tard élu maire). Il naît en 1872 au no 34 rue Saint-Placide à Paris où ses parents se sont installés, sa sœur cadette Joséphine — qui épousera le graveur Émile Louis de Ruaz (1868-1931)— naissant en 1875. Restant célibataire, Albert Huyot continuera de vivre dans le giron parental, dans le 6e arrondissement de Paris, puis à Eaubonne, dans le chalet de l'artiste, résidence-atelier à colombages de style normand qu'y fera construire pour lui Jules Huyot à l'actuel no 18 de l'avenue George V.

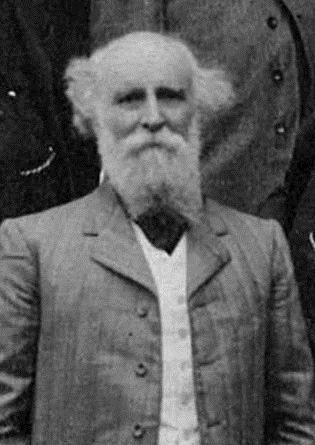
Diogène Maillart.

Après une année passée à l'École des arts décoratifs de Paris, Albert Huyot devient l'élève de Diogène Maillart. Il passe le concours de l'École des beaux-arts de Paris où il travaille dans l'atelier de Gustave Moreau aux côtés de Georges Rouault, Albert Marquet, Henri Manguin, Léon Lehmann, Jean Puy, Simon Bussy, Henri Evenepoel, Eugène Martel et Henri Matisse.
C'est, après un séjour à Collioure en 1911 avec Henri Matisse, entre 1912 et 1920, estime Gérald Schurr, qu'Albert Huyot se rapproche nettement par ses dessins et surtout par ses collages de « ce que Guillaume Apollinaire appelle le « cubisme physique » : comme Henri Le Fauconnier, comme Jean Émile Laboureur, il charpente solidement ses constructions, les synthétise en se gardant de pousser jusqu'à l'extrême rigueur, jusqu'à la sécheresse et l'austérité : son trait fin, assoupli par des jeux de hachures, apporte de la grâce à l'analyse géométrique des volumes ». Ainsi, lorsque le peintre cubiste Pierre Hodé prend en 1922 l'initiative d'organiser une section d'art français à la Erste Internationale Kunstaustellund (Première exposition d'art internationale) de Düsseldorf, on trouve le nom d'Albert Huyot dans les participants. Des documents épistolaires énoncent que les amis et confidents d'Albert Huyot sont alors Marcel Gromaire et Conrad Kickert.

## Livres illustrés
- Marcelin Blanadet, Bibliographie de l'abbé Cochet, préface de l'abbé Albert Tougard, portrait de l'abbé Cochet dessiné par Albert Huyot et gravé sur bois par Jules Huyot, Éditions A. Picard et Fils, Paris, 1895[9].

## Expositions
Personnelles
- Galerie La Licorne, Paris, 1920.
- Galerie Druet, Paris, 1921.
- Galerie Berthe Weill, Paris, mai 1926, mai 1931.
- Galerie de l'Arc, Paris, 1928[10].
- Claude Robert, commissaire-priseur, vente de l'atelier Albert Huyot, Hôtel Drouot, Paris, 19 avril 1982[11].

Collectives
- Exposition universelle de Bruxelles de 1910.
- Salon des Indépendants, Paris, octobre-novembre 1904 (Printemps et L'arbre caché, paysages[12]).
- Foire de Stockholm, 1917.
- Erste Internationale Kunstaustellung - Yves Alix, Pierre-Eugène Clairin, Marcel Gromaire, Pierre Hodé, Albert Huyot, André Lhote, Jean Lurçat, Maurice Utrillo, Henry de Waroquier, Düsseldorf, mai-juin 1922[7].
- Essai d'une collection - douze peintres: Yves Alix, Valdo Barbey, Jean-Louis Boussingault, Pierre Dubreuil, Charles Dufresne, Marcel Gromaire, Conrad Kickert, Albert Huyot, Robert Lotiron, Jean Marchand, André Dunoyer de Segonzac, Galerie van Deene, Amsterdam, septembre-octobre 1923[13].
- Salon des Tuileries, Paris, à partir de 1927.
- Salon d'automne, Paris, 1943[14].

## Réception critique
- « Sa palette fut autrefois très claire, impressionniste. Des premiers, il alla au cubisme, cherchant la satisfaction d'un désir fuyant, inépuisable… Le cubisme laissé, il s'adonnait surtout à une peinture qui valait par la science des volumes, la tonalité enveloppante de sa matière. Elle n'a pas de grandes audaces, mais de grandes ferveurs… Albert Huyot vécut dans l'obscurité et la pauvreté — il ne s'en fait pas un manteau — laissant le pas aux Derain, aux dix, vingt autres qu'il jugeait grands Et c'est grâce à un prodige de sa passion qu'il ne désespéra jamais ou du moins qu'il ne s'abandonna pas. » - Élie Richard[15]
- « L'œuvre d'Albert Huyot, solidement construite, lumineuse sans excès, méditative avec passion, est parmi celles qui enchantent nos yeux, et à travers ces fenêtres humaines, elle agit sur notre esprit. Elle rédige une décoration de la vie, dans le sens le plus plein du mot, et par les sonorités des tons, le volume des pâtes, elle tend au programme formel d'élever intensément cet esprit jusqu'aux plus grandes possibilités spirituelles. » - Gabriel-Ursin Langé[16]
- « Une recherche profonde de la gravité, pas d'efforts tapageurs ni brillants, mais un grand calme plein de respect dans l'harmonie sobre, voilà Albert Huyot. » - Yvonne Mareschal[17]
- « Comme beaucoup d'artistes de son époque, Albert Huyot a tâté du cubisme avec bonheur. Comme beaucoup aussi, il s'est ensuite rapproché du post-impressionnisme pour échapper aux huées et aux critiques de ses proches. Il y a une œuvre de peintre sensible et sereine avec des paysages solidement construits, des marines vigoureuses et quelques scènes intimistes d'une infinie douceur. » - Françoise de Perthuis[18]
- « L'intermède cubiste lui a été salutaire : Il apportera désormais à ses paysages, à ses nus et à ses scènes d'intérieur un dépouillement graphique et une sobriété dans les couleurs qui gardent son retour au réalisme des risques de la banalité et de la monotonie. » - Gérald Schurr[6]

## Collections privées référencées
- Marcel Gromaire[8].
- Docteur Lucien Diamant-Berger (né en 1900), frère de l'écrivain André Gillois, La Forêt, huile sur toile[19].
- Conrad Kickert, Route de Chevreuse, près de l'enclos de Talou, huile sur toile[20].
- Gérald Schurr, Autoportrait[21].